# Миямото, Цунэясу
Цунеясу Миямото (яп. 宮本 恒靖; род. 7 февраля 1977[…], Тондабаяси, Осака) — японский футболист, футбольный тренер.

## Карьера

### Клубная
Цунеясу Миямото начал карьеру в футбольном клубе «Гамба Осака». Проведя в командах всех возрастов 14 лет, подписал контракт с австрийским «Ред Буллом». Основным игроком в зальцбургской команде Цунеясу стать не смог и в 2008 году был сослан в дубль, а в январе 2009-го вернулся на родину — в скромный «Виссел Кобе». Отыграв 2 сезона, японец покинул клуб, завершив карьеру профессионального футболиста.

### В сборной
Призывался в национальную команду до 2006 года. Чемпионат мира в Японии и Южной Корее стал для Цунеясу последним турниром.